# Собюс
Собюс (фр. Saubusse) — коммуна на юго-западе Франции в департаменте Ланды (регион Аквитания).

## География

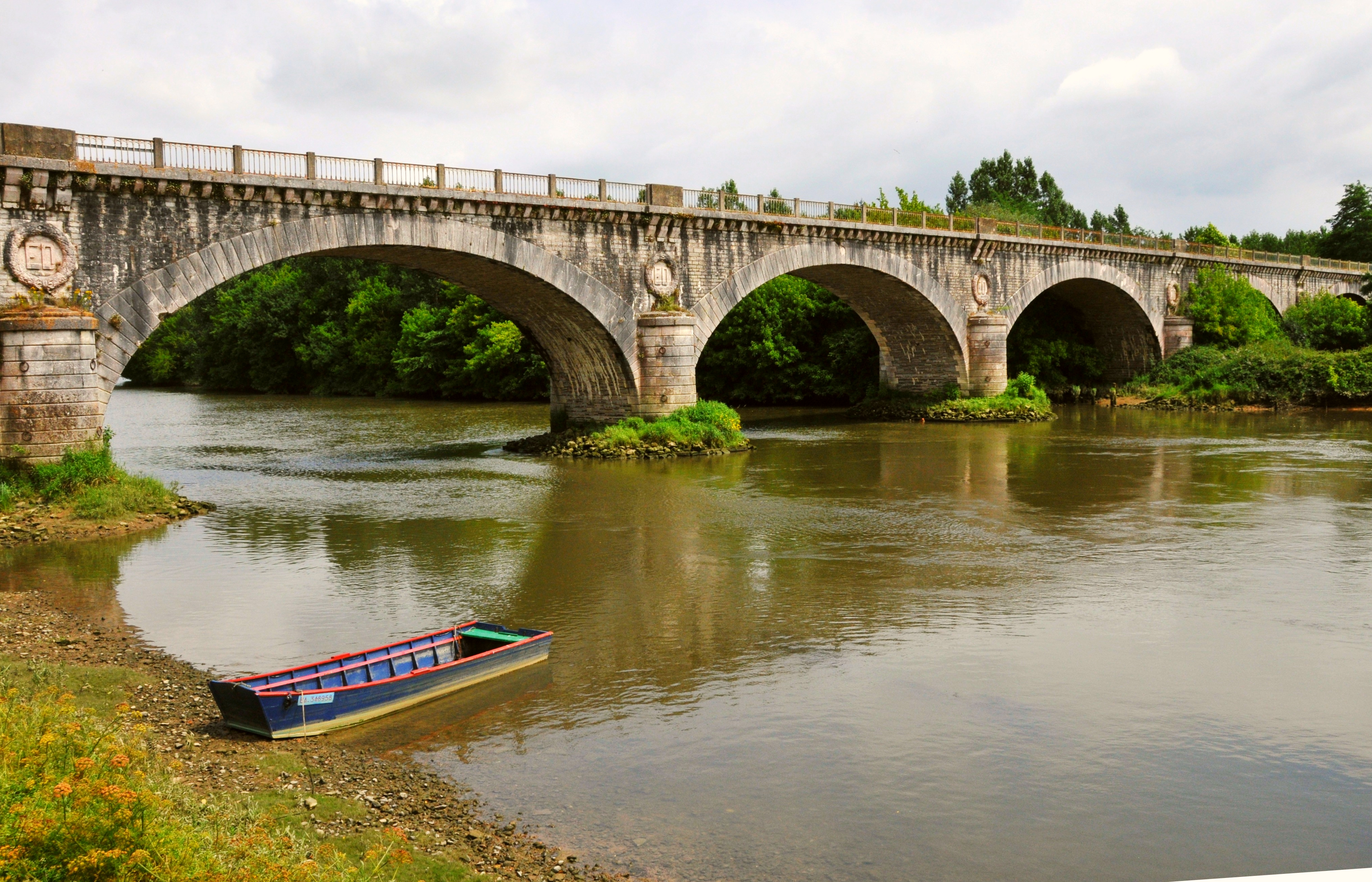
Мост через Адур

Очаровательная деревушка и бальнеологический курорт, расположенный вдоль берега реки Адур, рядом с мостом через реку.
На участке между Адуром и сельскохозяйственными землями находится примечательная природная зона, где в период низкой воды пасутся дикие животные и скот крестьян.

## История
В прошлом Собюс был весьма активным торговым портом на реке Адур. В наше время ещё можно видеть причальную стенку этого порта, которая используется очень редко. Расположенные вдоль Адура города и деревни образовывали некое подобие внутренней гавани порта Байонны, где выгружались товары (преимущественно колониальные), поступавшие в Байонну и загружались гасконские товары, отправляемые из Байонны (древесина и продукты питания).
Проведённая сюда XIX веке железная дорога свела на нет оживлённую речную торговлю по Адуру.
Судьба семейства Лартиг (крупные торговцы в Собюсе, Байонне, на Канарских островах) хорошо иллюстрирует открытость Собюса всему миру благодаря реке Адур.

## Достопримечательности
- Церковь Иоанна Крестителя (XIII век)
- Собюский мост или «мост Эжени Дежобер», названный так в честь спонсора, пожертвовавшего в 1878 году 400 000 франков на строительство этого сооружения. На мосту присутствуют его инициалы ED[1]
- Бальнеолечебница Собюса
- Общественная прачечная